# Efecto Kapitsa-Dirac
El efecto Kapitsa-Dirac es un fenómeno de mecánica cuántica que consiste en la difracción de la materia producida por una onda estacionaria de luz.
El efecto fue pronosticado por primera vez como la difracción de electrones a partir de una onda estacionaria de luz por Paul Dirac y Piotr Kapitsa (también conocido como Peter Kapitza) en 1933. El efecto se basa en la dualidad onda-partícula de la materia según lo establecido por la hipótesis de Broglie en 1924.

## Explicación
En 1924, el físico francés Louis-Victor de Broglie postuló que la materia exhibe una naturaleza ondulatoria, dada por la expresión:
{\displaystyle \lambda ={\frac {h}{p}},}
donde λ es la longitud de onda de la partícula, h es la constante de Planck y p es el momento de la partícula.
De esto se deduce que se producirán efectos de interferencia entre partículas de materia. Este hecho forma la base del efecto Kapitsa-Dirac.
Específicamente, la dispersión de Kapitsa-Dirac opera en el régimen de Raman-Nath. Esto quiere decir que el tiempo de interacción de la partícula con el campo de luz es suficientemente corto en duración, de modo que puede despreciarse el movimiento de las partículas con respecto al campo de luz. Matemáticamente, esto significa que el término de energía cinética de la interacción hamiltoniana puede ser ignorado. Esta aproximación se cumple si el tiempo de interacción es menor que el inverso de la frecuencia de retroceso de la partícula, {\displaystyle \tau \ll 1/\omega _{\text{rec}}}. Esto es análogo a la aproximación de una lente delgada en óptica.
Un haz coherente de partículas incidente en una onda estacionaria de radiación electromagnética (típicamente luz) será difractado según la ecuación:
{\displaystyle n\lambda =2d\sin \Theta ,}
donde n es un número entero, λ es la longitud de onda de De Broglie de las partículas incidentes, d es el espaciado de la rejilla y θ es el ángulo de incidencia. Esta difracción de onda de materia es análoga a la difracción óptica de luz a través de una red de difracción.
Otra incidencia de este efecto es la difracción de los átomos ultrafríos (y por lo tanto, casi estacionarios) por una rejilla óptica pulsando con un período muy corto. La aplicación de una red óptica transfiere el momento de los fotones que crean la red óptica sobre los átomos. Esta transferencia de momento es un proceso de dos fotones, lo que significa que los átomos adquieren impulso en múltiplos de 2ħk, donde k es el vector de onda electromagnético. La frecuencia de retroceso del átomo se puede expresar mediante:
{\displaystyle \omega _{\text{rec}}={\frac {\hbar k^{2}}{2m}}}
donde m es la masa de la partícula. La energía de retroceso viene dada por
{\displaystyle E_{\text{rec}}=\hbar \omega _{\text{rec}}.}

## Desarrollo matemático
El contenido siguiente se basa en la descripción matemática de Gupta.
El efecto Stark de cambio de corriente alterna del potencial de onda estacionaria se puede expresar como
{\displaystyle U(z,t)={\frac {\hbar \omega _{\text{rec}}^{2}}{\delta }}f^{2}(t)\sin ^{2}(kz),}
donde la desafinación del campo de luz {\displaystyle \delta \ll \Gamma ^{2}/4} (donde {\displaystyle \Gamma } es la resonancia de partículas).
La  función de onda de una partícula inmediatamente después de la interacción con el campo de luz viene dada por
{\displaystyle \left|\psi \right\rangle =\left|\psi _{0}\right\rangle e^{-{\frac {i}{\hbar }}\int dt'U(z,t')}=\left|\psi _{0}\right\rangle e^{-{\frac {i}{2\delta }}\omega _{\text{rec}}^{2}\tau }e^{{\frac {i}{2\delta }}\omega _{\text{rec}}^{2}\tau \cos(2kz)},}
donde {\displaystyle \tau =\int dt'f^{2}(t')} y la integral duran más que la interacción. Usando la identidad para las funciones de Bessel del primer tipo, {\displaystyle e^{i\alpha \cos(\beta )}=\sum _{n=-\infty }^{\infty }i^{n}J_{n}(\alpha )e^{in\beta }}, la función de onda anterior se convierte en
{\displaystyle {\begin{aligned}\left|\psi \right\rangle &=\left|\psi _{0}\right\rangle e^{-{\frac {i}{2\delta }}\omega _{\text{rec}}^{2}\tau }\sum _{n=-\infty }^{\infty }i^{n}J_{n}\left({\frac {\omega _{\text{rec}}^{2}}{2\delta }}\tau \right)e^{i2nkz}\\&=e^{-{\frac {i}{2\delta }}\omega _{\text{rec}}^{2}\tau }\sum _{n=-\infty }^{\infty }i^{n}J_{n}\left({\frac {\omega _{\text{rec}}^{2}}{2\delta }}\tau \right)\left|g,2n\hbar k\right\rangle \end{aligned}}}
Ahora se puede ver que los estados de momento {\displaystyle 2n\hbar k} se llenan con una probabilidad de {\displaystyle P_{n}=J_{n}^{2}(\theta )} donde {\displaystyle n=0,\pm 1,\pm 2,\ldots } y el área de pulso (duración y amplitud de la interacción) {\displaystyle \theta ={\frac {\omega _{\text{rec}}^{2}}{2\delta }}\tau =\omega _{\text{rec}}^{(2)}\tau }.
El impulso RMS transversal de las partículas difractadas es, por lo tanto, linealmente proporcional al área del pulso:
{\displaystyle p_{\text{rms}}=\sum _{n=-\infty }^{\infty }(n\hbar k)^{2}P_{n}={\sqrt {2}}\theta \hbar k.}

## Comprobación experimental
La invención del láser en 1960 permitió la producción de luz coherente y, por lo tanto, la capacidad de generar las ondas estacionarias de luz que se requieren para observar el efecto de manera experimental.
La dispersión de Kapitsa-Dirac de átomos de sodio por un campo láser de onda estacionaria casi resonante fue demostrada experimentalmente en 1985 por el grupo de D.E. Pritchard en el Instituto Tecnológico de Massachusetts. Se pasó un haz atómico supersónico con impulso transverso sub-retroceso a través de un resonador de onda casi estacionaria y se observó una difracción de hasta 10ħk.
La dispersión de electrones por una intensa onda estacionaria óptica fue realizada experimentalmente por el grupo de M. Bashkansky en los Laboratorios AT&T Bell de Nueva Jersey, en 1988.